# Krtince
Krtince so razloženo naselje v Občini Šmarje pri Jelšah.
Naselje se nahaja v severnem delu Zgornjesotelskega gričevja, v dolini in na pobočjih severozahodno od Podplata, zahodno od ceste Podplat-Poljčane. 

## Znamenitosti
Izven naselja na samem stoji gotska podružnična cerkev sv. Benedikta iz 15. stoletja.